# Хартли, Линдси
Ли́ндси Ха́ртли (англ. Lindsay Hartley), урождённая — Ко́рман (англ. Korman; род. 17 апреля 1978, Палм-Спрингс, Калифорния) — американская актриса и певица.

## Биография
Линдси Николь Корман родилась в Палм-Спрингсе (штат Калифорния, США) в семье итальянского, греческого и еврейского происхождения. Позже Линдси переехала вместе со своей семьёй в Сан-Диего. Окончила Невадский университет в Лас-Вегасе.
Линдси начала свою карьеру в качестве певицы в 1989 году, а в 1996 году получила роль на Бродвее. В 1999—2008 годах играла Терезу в мыльной опере «Страсти», за которую она получила три номинации на премию Soap Opera Digest Awards.
1 мая 2004 года Линдси вышла замуж за актёра Джастином Хартли (род. 1977), с которым она подала на развод 6 мая 2012 года. У супругов есть дочь — Изабелла Джастис Хартли (род.03.07.2004).